# Liste von Sakralbauten in Pirmasens
Die Liste der Sakralbauten in Pirmasens listet nach Konfessionen unterteilt die Kirchengebäude und sonstigen Sakralbauten in der westpfälzischen Stadt Pirmasens auf.

## Liste

### Römisch-katholische Kirchen und Kapellen
| Bild | Inneres | Name              | Stadtteil / Lage        | Bauzeit          | Anmerkungen / Baustil |
| ---- | ------- | ----------------- | ----------------------- | ---------------- | --- |
|      |         | St. Pirmin        | Pirmasens (Standort)    | 1900/ 1958       | Wiederaufbau der fast vollständig zerstörten Stadtpfarrkirche nach dem Zweiten Weltkrieg nach neuen Plänen.                 |
|      |         | St. Anton         | Pirmasens (Standort)    | 1931/ 1956/ 1973 | Die Kirche wurde sowohl im Zweiten Weltkrieg als auch 1971 durch Brand fast vollständig zerstört und wiederaufgebaut.       |
|      |         | St. Elisabeth     | Pirmasens (Standort)    | 1978             | |
|      |         | Christkönig       | Pirmasens (Standort)    | 1970             | Kirchengebäude im Stil des Brutalismus. 2017 profaniert und an die Freikirche „Christengemeinschaft Lebensquelle“ verkauft. |
|      |         | Nardinikapelle    | Pirmasens (Standort)    | 1955             | Klosterkirche der Armen Franziskanerinnen von der Hl. Familie (Mallersdorfer Schwestern)                                    |
|      |         | St. Joseph        | Erlenbrunn (Standort)   | 1930             | |
|      |         | St. Joseph        | Fehrbach (Standort)     | 1894             | Neugotische Pfarrkirche |
|      |         | Herz Jesu         | Niedersimten (Standort) | 1918             | |
|      |         | Maria vom Frieden | Ruhbank (Standort)      | ~ 1970           | |
|      |         | Sel. Rupert Mayer | Winzeln (Standort)      | 1988             | Zeltförmiges Kirchengebäude                                                                                                 |

### Evangelisch-landeskirchliche Kirchen (Protestantische Landeskirche der Pfalz)
| Bild | Inneres | Name                       | Stadtteil / Lage        | Bauzeit | Anmerkungen / Baustil |
| ---- | ------- | -------------------------- | ----------------------- | ------- | --- |
|      |         | Lutherkirche               | Pirmasens (Standort)    | 1758    | Ursprünglich lutherische Kirche der Stadt als Untere Kirche. Seit der Protestantischen Union eine der beiden protestantischen Hauptkirchen von Pirmasens.                                                                             |
|      |         | Johanneskirche             | Pirmasens (Standort)    | 1758    | Ursprünglich reformierte Kirche der Stadt als Obere Kirche. (Der Name Johanneskirche leitet sich von dem Reformator Johannes Calvin ab.) Seit der Protestantischen Union eine der beiden protestantischen Hauptkirchen von Pirmasens. |
|      |         | Pauluskirche               | Pirmasens (Standort)    | ~ 1990  | |
|      |         | Matthäuskirche             | Pirmasens (Standort)    |         | |
|      |         | Markuskirche               | Pirmasens (Standort)    | 1955    | |
|      |         | Friedenskirche             | Erlenbrunn (Standort)   | 1933    | |
|      |         | Protestantische Kirche     | Gersbach (Standort)     | 1968    | |
|      |         | Protestantische Kirche     | Niedersimten (Standort) | 1933    | |
|      |         | Friedenskirche             | Ruhbank (Standort)      | 1957    | |
|      |         | Dietrich-Bonhoeffer-Kirche | Winzeln (Standort)      | 1933    | |

### Weitere Kirchengebäude
| Bild | Inneres | Name                   | Konfession | Stadtteil / Lage     | Bauzeit    | Anmerkungen |
| ---- | ------- | ---------------------- | ---------- | -------------------- | ---------- | ----------- |
|      |         | Zionskirche            | ev.-meth.  | Pirmasens (Standort) | 1898/ 1950 |             |
|      |         | Neuapostolische Kirche | neuap.     | Pirmasens (Standort) | 2016       |             |

### Synagogen
- Synagoge Pirmasens, Synagogengasse 3, erbaut 1884, zerstört durch die Nationalsozialisten während der Novemberpogrome 1938, Ruine 1939 eingeebnet[1][2][3]

### Moscheen
- Anadolu Moschee, Exerzierplatzstraße 14, Träger Ditib